# Parasmittina raigii
Parasmittina raigii är en mossdjursart som först beskrevs av Jean Victor Audouin 1826.  Parasmittina raigii ingår i släktet Parasmittina och familjen Smittinidae. Inga underarter finns listade i Catalogue of Life.